# Termésvas
A vascsoport tagjai közül a vasnak és nikkelnek, illetőleg ezek elegyedéseinek
van ásványtani jelentősége . Mindkettő típusos sziderofil elem, és feltevéseink
szerint a földszerkezet belső magjának uralkodó eleme.
A termésvas a terméselemek osztályába, fémek alosztályába, ezen belül a vascsoportba tartozó ásvány.

## A vas módosulatai
Szabályos holoéderes. Térrácsa a hőmérséklet változása szerint módosul.
A metallurgiai ismeretek alapján négyféle módosulata van :
- 768 C° alatt : α-vas, szabályos tércentrált cella, ferromágneses.
- 768-906 C° : β-vas, szerkezete az α-vassal azonos, de nem ferromágneses.
- 906-1401 C° : γ-vas, szabályos lapcentrált cella. Rácsába korlátolt mennyiségű C-atom épül be. Lassú lehűléskor visszaváltozik α-vassá, mélyben a karbónium szételegyedik vas-karbid : cementit (Fe,C) alakjában. Hirtelen lehűléskor szételegyedés nem jöhet létre, a karbónium kényszerszerkezetű, tetragonális martenzitté merevíti a rácsot, s így kemény, rugalmas acél áll elő.
- 1401-1528 C° : δ-vas, ismét tércentrált

## Fizikai és kémiai tulajdonságai
- Képlete: Fe
- Kristályrendszere:
  - α-vas: Szabályos kristályszerkezet, tércentrált cellákkal.
  - β-vas: Szabályos kristályszerkezet, tércentrált cellákkal.
  - γ-vas: Szabályos kristályszerkezet, lapcentrált cellákkal.
  - δ-vas: Szabályos kristályszerkezet, tércentrált cellákkal.
- Meglejenése: kristályai igen ritkák, főképp oktaéderes termetűek. Szinte mindig szemcsés halmazok, hintések vagy vaskos tömegek formájában jelenik meg.
- Keménysége: 4,5 (Mohs-féle keménységi skála szerint).
- Törése: horgas.
- Hasadása: rossz.
- Fénye: frissen fémes fényű, idővel fényét elveszíti.
- Színe: frissen vasfekete, idővel barna oxidréteg jelenik meg rajta.
- Karcolási pora: vasfekete.
- Megmunkálhatósága: rideg, kevésbé nyújtható; alakítható, kovácsolható.
- Egyéb tulajdonságai: erősen ferromágneses (hevítve, 769 °C fölött elveszti mágnesességét). A termésvas igen instabil a földi nedves atmoszféra és a földfelszín oxidatív viszonyai közepette, így könnyen különféle Fe-oxidokká-(hidroxidokká) alakul át. Kevés Fe3C (cohenit), FeS (troilit) és Fe1–xS (pirrhotin) lehet benne.

## Előfordulása
A természetes elemi vas származása szerint kétféle lehet : földi eredetű (terresztrikus) és kozmikus vagy meteorvas.

### Földi eredetű vas
A földi eredetű vas a természetben igen ritka. Bázisos kőzetek (főleg bazalt) vas-oxid-tartalmának részleges redukciójával keletkezik. Amikor a vasban gazdag láva kőszéntelepen hatol át, a kohókban végbemenő folyamathoz hasonlóan a szén színfémmé redukálja a vasat. Külsőleg kristályos alakja nem ismeretes.

### Kozmikus eredetű vas
A bolygóközi térből hozzánk érkező meteoritok mindig tartalmaznak termésvasat, ezt nevezzük meteorvasnak, ami a leggyakoribb meteoritásvány.